# Tadeusz Link
Tadeusz Link (ur. 31 października 1916 we Lwowie, zm. 27 maja 2000 w Gdańsku) – polski fotografik, znany przede wszystkim z fotografii teatralnej, był również autorem aktów i pejzaży.

## Życiorys
Tadeusz Link wychowywał się w rodzinie o tradycjach artystycznych. Jego matka, Stefania Linkowa, była śpiewaczką operową i estradową. Rodzice rozstali się krótko po narodzinach syna, ojciec nie utrzymywał kontaktów z rodziną. Matka wraz z synem przeprowadziła się do Krakowa. Tutaj Tadeusz uczył się w szkole podstawowej św. Wojciecha i w IV Gimnazjum Państwowym im. H. Sienkiewicza, rozpoczął również studia na Uniwersytecie Jagiellońskim, jednak przerwała je wojna.
Już od dzieciństwa zajmował się fotografowaniem, pierwszy aparat fotograficzny dostał w wieku 10 lat. W czasie wojny rozpoczął pracę w hurtowni Papierów Fotograficznych. Zajął się też wtedy profesjonalnym fotografowaniem, wykonując głównie fotografie portretowe.
W 1943 roku poznał Irenę Zaleską, z którą ożenił się 21 października 1944 roku. W latach 1945–1947 podjął studia operatorskie w Instytucie Filmowym w Krakowie. Pracował wtedy jako reporter Wojewódzkiego Urzędu Informacji i Propagandy w Krakowie, od 1947 roku rozpoczął natomiast pracę w Polskiej Kronice Filmowej, jako asystent operatora, początkowo Poznaniu, później w Krakowie, z operatorem Jarosławem Brzozowskim.
W 1947 roku przeprowadził się do Gdyni, gdzie równolegle do pracy operatora w PKF podejmował również inne zajęcia, takie jak sprzedawca aparatów fotograficznych i taksówkarz. Współpracę z PKF zakończył w 1957 roku, pracując odtąd jako samodzielny operator. W latach 50. rozpoczął też współpracę z teatrem, która trwała nieprzerwanie do końca lat 80. 
W latach 1965–1975 był reżyserem światła w telewizji gdańskiej. W tymże okresie fotografował też polskie statki, m.in. seria ze statkiem pasażerskim m/s Batory w Gdyni, które zostały wydane w kilku wydaniach na pocztówkach.   
Jako fotograf był aktywny do 1992 roku. Pod koniec lat 90. zaczął poważnie chorować. Zmarł 27 maja 2000 roku. Pochowany został na cmentarzu Witomińskim w Gdyni (kwatera 52-10-39).

## Praca artystyczna
W 1951 roku Tadeusz Link został członkiem Związku Polskich Artystów Fotografików. Po raz pierwszy swoje prace zaprezentował w roku 1948 na Ogólnopolskiej Wystawie Fotografii Artystycznej w Sopocie. Później uczestniczył w około 35 krajowych i 30 zagranicznych wystawach i konkursach. W 1957 Międzynarodowa Federacja Sztuki Fotograficznej nadała mu tytuł Artiste FIAP, natomiast w 1967 – Excellence FIAP (za wybitne osiągnięcia artystyczne w dziedzinie fotografii). Pierwsza indywidualna wystawa artysty odbyła się w 1963 roku, w sopockim BWA. Na I Światowej Wystawie Fotografiki Teatralnej w Nowym Sadzie otrzymał w kwietniu 1965 roku Brązowy Medal. Obok szeregu wystaw fotografii teatralnej brał także udział w roku 1970 w I Ogólnopolskim Salonie Fotografii Artystycznej „Venus 70 – Akt i Portret”.
Fotografią teatralną zajął się Tadeusz Link w latach 50., za namową reżysera i dyrektora (w latach 1958–1960) Teatru Wybrzeże – Zygmunta Hübnera. Pierwszą serię zdjęć dokumentujących spektakl tego teatru wykonał w 1958 roku. Jego współpraca z Teatrem Wybrzeże trwała ponad 30 lat. Wykonywał również zdjęcia spektakli teatrów amatorskich, Teatru Ziemi Gdańskiej, Teatru Rapsodycznego, teatru lalek Miniatura, teatru telewizji i wielu innych teatrów. Jednym z ulubionych tematów jego prac był balet, który fotografował na scenach Opery Bałtyckiej i Teatru Muzycznego.
Poza fotografią teatralną Link wykonywał pejzaże (w pracach tych widoczny jest wpływ Bułhaka i Hartwiga) i akty. W latach 60. współpracował też z Zespołem Pieśni i Tańca „Śląsk”. Podczas prób plenerowych w parku w Koszęcinie wykonał setki zdjęć, które reklamowały zespół w wielu wydawnictwach.
W prywatnym archiwum artysty zachowało się ponad 12000 negatywów, na których zarejestrowano spektakle Teatru Wybrzeże, 1500 – Teatru Miniatura, ponad 5000 – Opery Bałtyckiej oraz kilka tysięcy – ze spektaklami innych teatrów.

## Wystawy indywidualne
- „Tadeusz Link – Fotografia” – BWA, Sopot (1963)
- „Fotografia” – Budapeszt, Węgry (1965)
- „Fotografia” – Łódź (1966)
- „Balet” – Sztokholm, Szwecja (1968)
- „Impresje baletowe” – Opera w Gdańsku (1968)
- „Fotografia” – Gdynia (1975, 1980)

## Wystawy zbiorowe (wybór)
- MSF (dyplom honorowy) – Brazylia (1955)
- MSF (dyplom honorowy) – Jugosławia (1958)
- III Ogólnopolska Wystawa Fotografii Marynistycznej (dyplom honorowy) – Warszawa (1960)
- X OWF ZPAF (dyplom honorowy) – Warszawa (1960)
- XI OWF ZPAF (dyplom honorowy) – Warszawa (1961)
- OWF „Sport i Turystyka w Polsce Ludowej” (I nagroda) – Warszawa (1964)
- MSF (dyplom honorowy) – Belgia (1964)
- MSF I Triennale Fotografii Teatralnej (brązowy medal) – Novi Sad, Jugosławia (1965)
- MSF II Triennale Fotografii Teatralnej (dyplom) – Novi Sad, Jugosławia (1968)
- MSF IV Biennale Fotografiki Krajów Bałtyckich (brązowy medal) – Malbork (1969)
- MSF „Wenus” (dyplom honorowy Exacta Klut Dresden, dyplom honorowy FASFwP, dyplom honorowy KTF) – Kraków (1970)
- Ogółem w latach 1953–1965 uczestniczył w ponad 30 wystawach zbiorowych.

## Ordery i odznaczenia
- Krzyż Kawalerski Orderu Odrodzenia Polski (1968)
- Złota Odznaka „Zasłużony Pracownik Morza” (1971)

## Nagrody i odznaczenia
- Nagroda „Błękitnego Szpaka” z okazji Dni Gdańska za działalność artystyczną (1963)[2]
- Międzynarodowa Federacja Sztuki Fotograficzne przyznała Tadeuszowi Linkowi honorowe tytuły: Artysta FIAP – AFIAP (1957) oraz Excellence FIAP – EFIAP (1967)